# كرايغ سيمبسون
كرايغ سيمبسون هو لاعب هوكي الجليد كندي، ولد في 15 فبراير 1967 في لندن في كندا.

## وصلات خارجية
- كرايغ سيمبسون على موقع دوري الهوكي الوطني (الإنجليزية)
- كرايغ سيمبسون على موقع EliteProspects.com (الإنجليزية)
- كرايغ سيمبسون على موقع HockeyDB.com (الإنجليزية)
- كرايغ سيمبسون على موقع Hockey-Reference.com (الإنجليزية)